# Gordon Gund
Gordon Gund (15 de outubro de 1939), é um empresário estadunidense. É um sócio proprietário do Cleveland Cavaliers, time de Basquete da NBA. É também sócio do San Jose Sharks, time de hóquei da NHL.